# Свентошув
Свенто́шув (пол. Świętoszów), Но́йхаммер-ам-Квайс (нем. Neuhammer am Queis) — поселение (солецтво) в гмине Осечница Болеславецкого повета Нижнесилезского воеводства в Западной Польше. Население 2445 чел. Находится в 62 км северо-западнее города Легница, на границе с Любушским воеводством.

## История

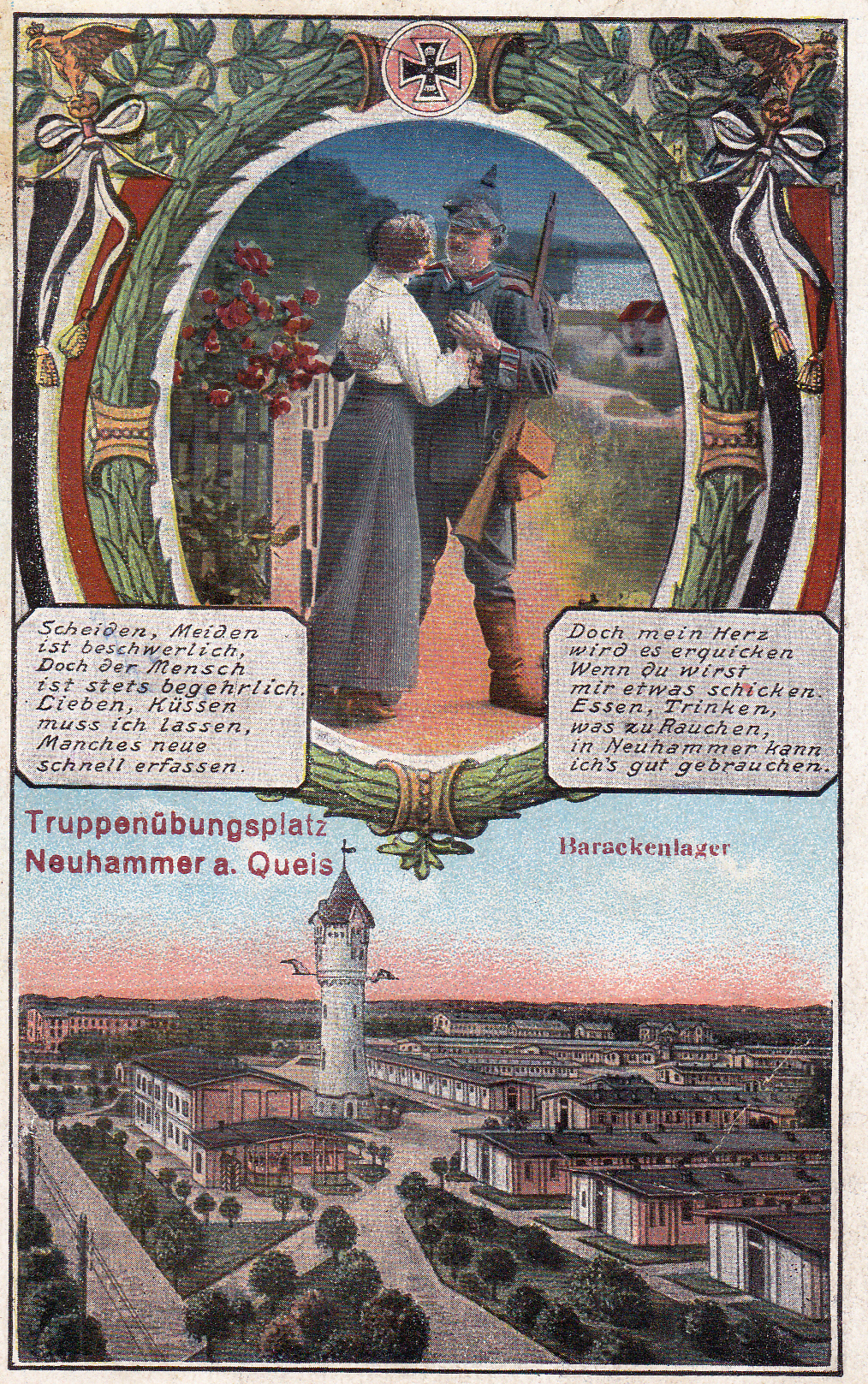
Нойхаммер. Немецкая открытка (1918 год).

Свентошув — крупный военный городок на реке Квиса в Нижней Силезии (юго-запад Польши). В раннем средневековье местность на территории современного поселения была населена западно-славянскими племенами бобрянами. Первые упоминания об этом населённом пункте, находившемся когда-то в Пруссии, относятся к XIV—XV векам. В те времена до сооружения полигона в нём была развита металлургия.
В 1898 году представители помещичьей семьи цу Дона выделили из своих силезских владений обширную территорию леса и других неиспользуемых земель для обустройства на них немецкого военного полигона. Удалённость от жилых территорий, особенности рельефа местности — болота, каналы, песчаные поля, лес, холмы — позволяли проводить здесь учения пехоте, сапёрам, артиллерии и другим родам войск. Полигон получил название Нойхаммер. В 1900 году здесь были построены первые солдатские казармы. Постепенно расширяясь, к 1905 году полигон стал занимать уже 5 тысяч гектаров.
В годы Первой мировой войны на окраинах городка был разбит лагерь для русских военнопленных. В 1914—1919 годах через него прошло около 33 тысяч человек. Пленных привлекали к труду на картонной фабрике. На полученные за работу средства им удалось установить в 1916 году памятник своим погибшим землякам.
Во времена Третьего рейха полигон Нойхаммер значительно расширился и стал одним из крупнейшим в Германии. Если в 1934 году на нём размещалось около 2400 солдат, то в 1936-м — уже 8600. Максимальная вместимость полигона доходила до 10 тысяч солдат. До 1939 года в Нойхаммере располагалась танковая армия Манштейна, позже здесь проводились учения для групп СС, в состав которых входили украинцы (в основном власовцы), латыши и литовцы, а позже — пехотная дивизия СС «Галичина». Для инспектирования войск сюда приезжал Гиммлер.
Во время Второй мировой войны в Жагани и её окрестностях немцы создали комплекс лагерей для пленных, который состоял из шталага VIII C и его филиалов — шталага в Кунау (Конине-Жаганском) и шталага VIII E (308) в Нойхаммере. Все они подчинялись 8-му военному округу вермахта с главным штабом в Бреслау. Шталаг VIII E (308) в Нойхаммере в первые месяцы войны был предназначен исключительно для польских солдат, взятых в плен в ходе Сентябрьской кампании 1939 года. После выигранных сражений на западе в 1940 году в лагерь стали попадать французские военнопленные.

После нападения Гитлера на СССР в шталаг VIII E начали поступать советские военнопленные, первые из которых были доставлены в Нойхаммер уже 12 июля 1941 года. В 1942 году их количество составляло более 100 000 человек. Из-за жестокого обращения и тяжёлых работ люди быстро умирали. Тех, кто был физически крепче, вывозили в концлагерь Аушвиц-Биркенау (Освенцим). В целом, через шталаг VIII C прошло около 300 тыс. пленных, а средне-дневное их число равнялось 50 тысячам. В полутора километрах от лагеря находится братская могила, в которой похоронено около 20 тысяч военнопленных, преимущественной славянских национальностей. Перед въездом в Свентошув, в 100 метрах от моста через Квису, установлен памятник «Вечной памяти убитых и замученных». Он состоит из постамента и каменной глыбы, к нему ведут бетонные ступени. Табличка на камне гласит: «На вечную память 20 тысяч польских и советских солдат, убитых и замученных в лагере военнопленных гитлеровского вермахта в Свентошуве в период Второй мировой войны».

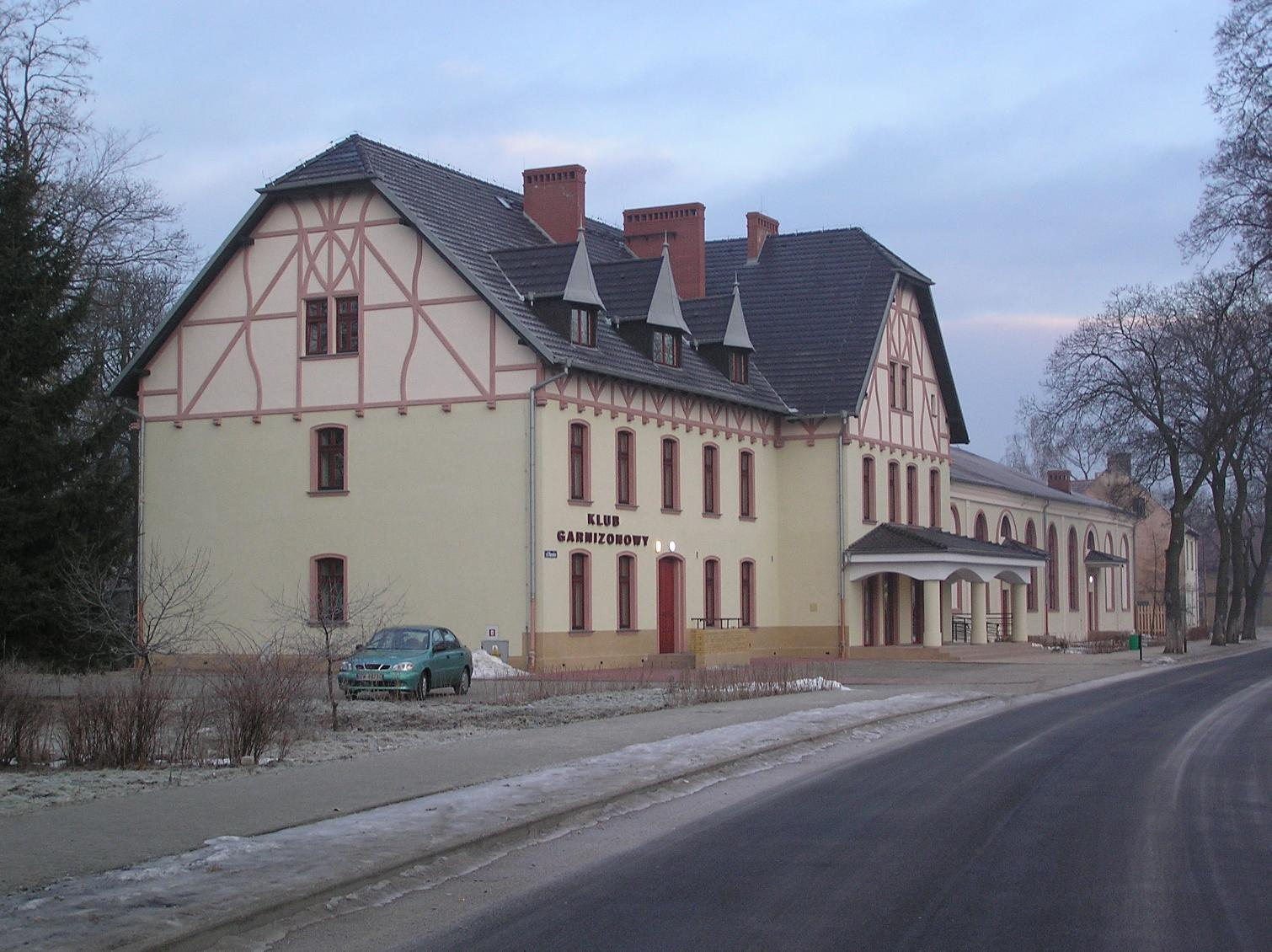
Гарнизонный клуб Свентошува

13 февраля 1945 года город был взят Красной армией. Некоторое время на территории Нойхаммера располагались части 2-й армии Войска польского. После окончания войны Нижняя Силезия, и Нойхаммер в том числе, были переданы в соответствии с решениями Ялтинской и Потстдамской конференций Польше. Город был переименован в Свентошув.
С 1945 по 1992 год в Свентошуве были расквартированы советские войска. В 1945—1954 годах в бывшем лагере для пленных функционировала специальная тюрьма НКГБ (МГБ) строгого режима. В самом же городке с лета 1945 года стала дислоцироваться 20-я Звенигородская танковая дивизия Северной группы войск, а также мотострелковый полк, ракетный дивизион и артиллерийские части. Это была одна из крупнейших баз советских войск в Польше, занимавшая площадь 15 020 га. Обе части Свентошува соединялись деревянным и металлическим мостами. В городке насчитывалось 58 казарм, 98 гаражей, 14 столовых помещений, больничный комплекс, 1687 квартир для семей военнослужащих, а кроме этого, большое количество гражданских объектов. В самый активный период здесь проживали 12 тысяч солдат и семей военных. К Свентошуву примыкал военный городок Страхув (пол. Pstrąże, в настоящее время разрушен и разграблен). Поселение в это время было засекречено и исчезло с географических карт до самого вывода войск. Гарнизон Свентошува принимал участие в подавлении восставших во время Пражской весны 1968 года.

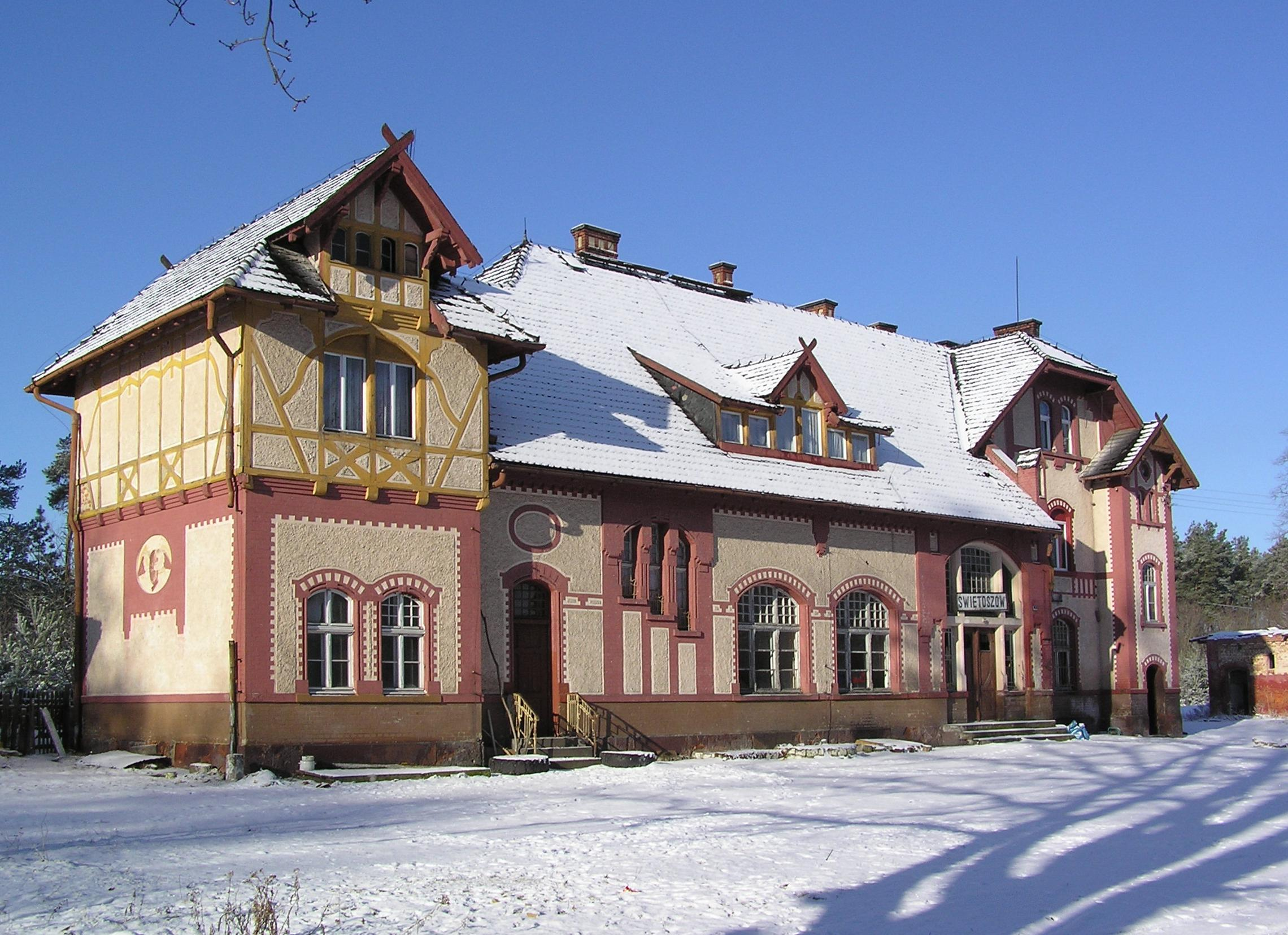
Здание железнодорожной станции Свентошув

После 1989 года в связи со сменой политического режима в Польше и в соответствии с подписанными СССР и Польшей договорами советские войска стали выводиться из Свентошува. 5 мая 1992 года польская сторона приняла первый комплекс военных объектов. 18 мая 1992 года на гарнизонном плацу в присутствии командующего Северной группой войск Советской Армии генерал-полковника Виктора Дубынина и командующего Силезским военным округом генерала дивизии Тадеуша Вилецкого состоялся акт передачи всего гарнизона. Последние советские солдаты покинули Свентошув 20 июля того же года.

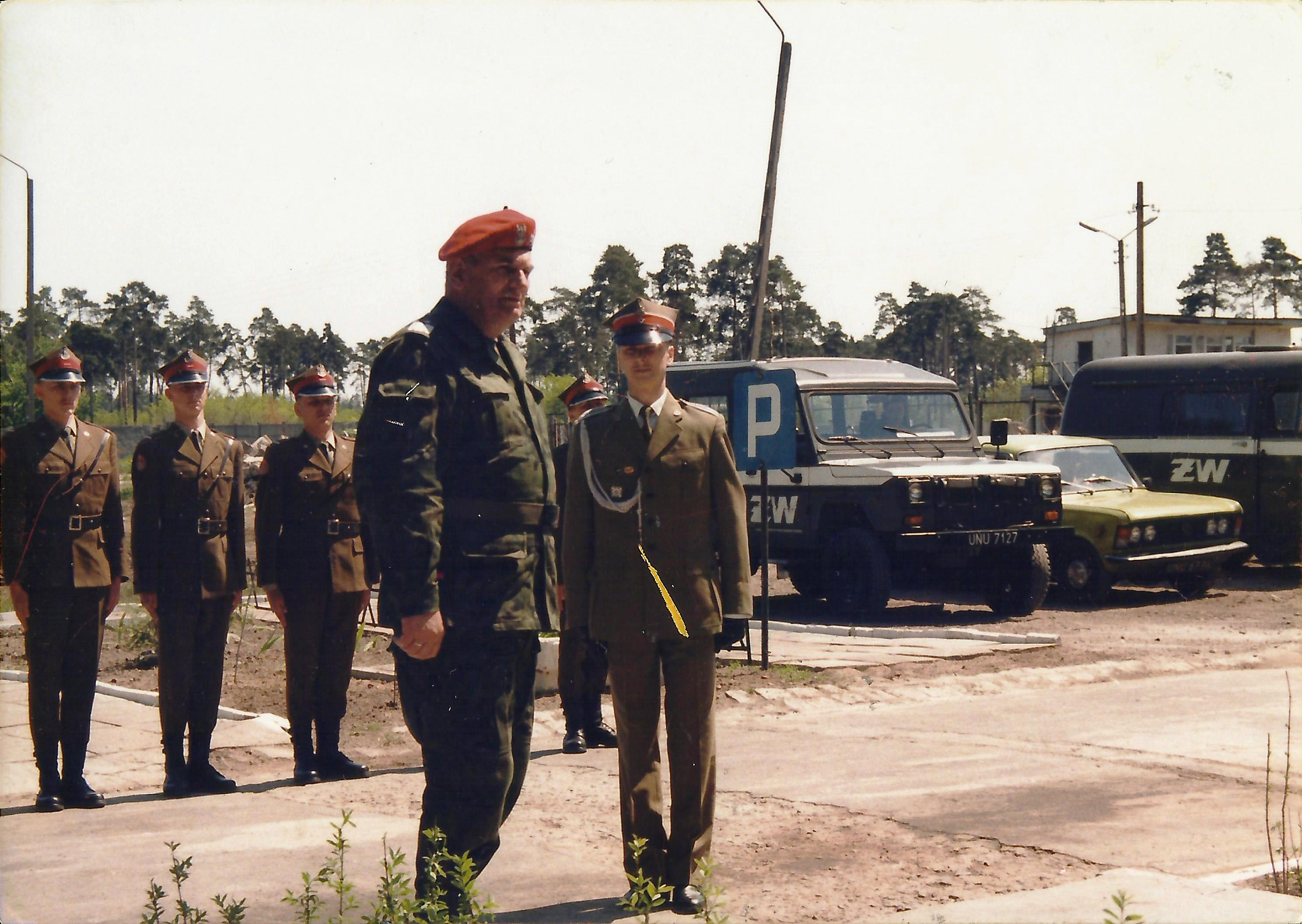
Открытие форпоста в Свентошуве польским генерал-майором

После вывода советских войск началась реконструкция зданий. Часть их передана гражданскому населению. В другую часть городка была введена 10-я танковая бригада польских войск. В настоящее время в Свентошуве располагается самый большой в Польше (более 37 000 га) центр полигонных учений «Жагань — Свентошув», где проводятся крупнейшие учения войск НАТО.
Свентошув поделён на две части. Основная часть Свентошува расположена на правом берегу Квисы. Меньшая расположена на левом берегу реки и в прошлом называлась Старым Свентошувом. Здесь находится несколько жилых домов и железнодорожная станция недействующей железной дороги Жагань — Еленя-Гура. Грунт песчаный. Самая высокая гора носит название Каппельбрун. 1 января 2001 года посёлок административно изменился на село.
С января 2017 года в Свентошуве дислоцируются войска НАТО из американской 3-й танковой бригады. Здесь же проводятся крупнейшие военные учения.

## Галерея

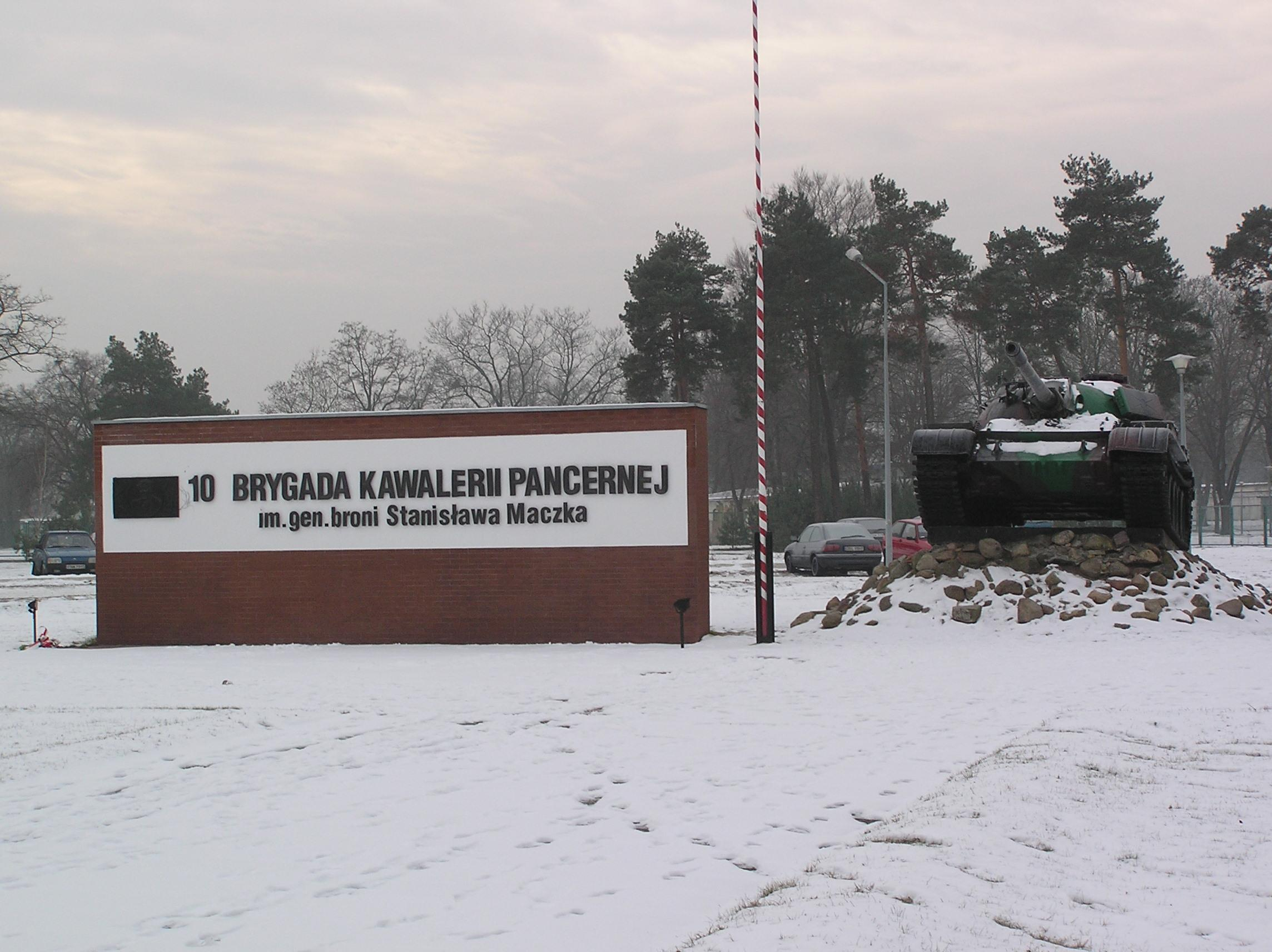
10-я бронетанковая кавалерийская бригада имени генерала брони Станислава Мачека

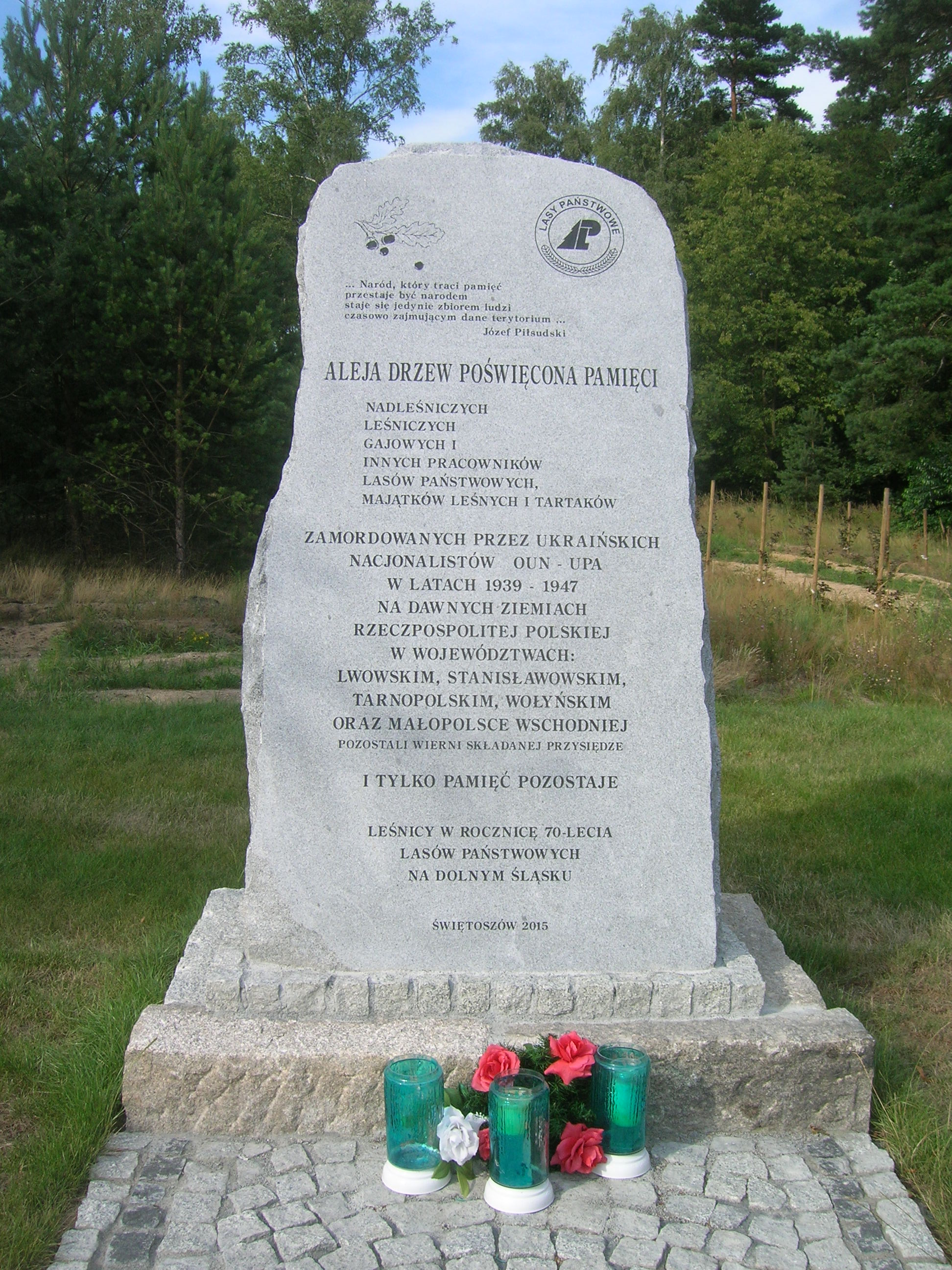
Мемориал жертвам массовых убийств во время Волынской резни

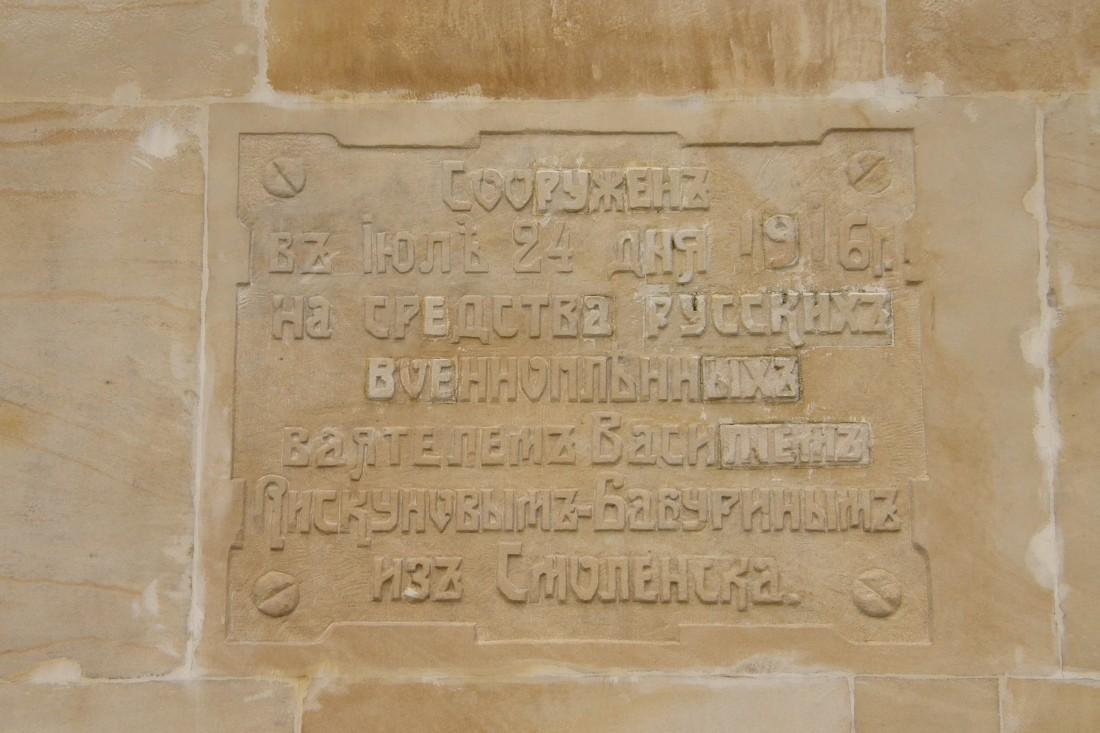
Памятник погибшим русским военнопленным 1914—1918 годов